# Диллон, Джон (актёр)
Джон Диллон (англ. John T. Dillon; 19 июня 1876 — 29 декабря 1937, Лос-Анджелес) — американский актёр кино.
Джон Диллон родился в 1876 году, его брат Эдвард Диллон также был актёром кино.
Джон Диллон работал с Дэвидом Гриффитом и на киностудии РКО Pictures.
За время своей карьеры в кино снялся с 1908 по 1936 год в 136 фильмах. Умер от пневмонии.

## Фильмография
- 1909 — Седьмой день
- 1910 — В пограничных штатах / In the Border States
- 1912 — Слепая любовь / Blind Love
- 1912 — Мушкетёры аллеи Пиг / Musketeers of Pig alley
- 1912 — Нью-йоркская шляпка
- 1913 — Телефонистка и леди / The Telephone Girl and the Lady
- 1913 — / The Mothering Heart
- 1914 — / Brute Force
- 1914 — / The Gangsters of New York
- 1914 — Тесто и динамит / Dough and Dynamite — клиент
- 1914 — Новый привратник / The New Janitor — сотрудник-злоумышленник
- 1915 — Мученики Аламо, или Рождение Техаса
- 1936 — Большие карие глаза / Big Brown Eyes